# Escudeiros
Escudeiros is een plaats (freguesia) in de Portugese gemeente Braga en telt 1 050 inwoners (2001).